# ۳۶۷ (قمری)
سال ۳۶۷ هجری قمری.این سال با یک‌شنبه آغاز می‌شود. نخستین روزش برابر است با ۱۴ شهریور ۳۵۶ هجری خورشیدی و ۱۹ آوریل ۹۷۷ (میلادی). 

## مرگ‌ها
دقیقی طوسی